# Fresno Falcons
Fresno Falcons byl profesionální americký klub ledního hokeje, který sídlil v kalifornském městě Fresno. V letech 2003–2008 působil v profesionální soutěži East Coast Hockey League. Před vstupem do ECHL působil v Pacific Southwest Hockey League a West Coast Hockey League. Falcons ve své poslední sezóně v ECHL skončily v základní části. Své domácí zápasy odehrával v hale Save Mart Center s kapacitou 13 876 diváků. Klubové barvy byly zelená a žlutá.

## Úspěchy
- Vítěz PSHL ( 10× )
  - 1972/73, 1973/74, 1974/75, 1975/76, 1977/78, 1979/80, 1983/84, 1985/86, 1986/87, 1993/94
- Vítěz WCHL ( 1× )
  - 2001/02

## Přehled ligové účasti
Zdroj: 
- 1946–1950: Pacific Coast Hockey League (Jižní divize)
- 1952–1953: Pacific Coast Senior League
- 1968–1972: California-Nevada Hockey League
- 1972–1994: Pacific Southwest Hockey League
- 1994–1995: Sunshine Hockey League
- 1995–1997: West Coast Hockey League
- 1997–2002: West Coast Hockey League (Jižní divize)
- 2002–2003: West Coast Hockey League
- 2003–2004: East Coast Hockey League (Pacifická divize)
- 2004–2005: East Coast Hockey League (Západní divize)
- 2005–2008: East Coast Hockey League (Pacifická divize)
- 2008–2009: East Coast Hockey League (Západní divize)